# Heidrun Mössner
Heidrun Mössner (* 1950 in Bretten) ist eine deutsche Autorin und Dokumentarfilmerin. 

## Biografie
Heidrun Mössner studierte Germanistik und Anglistik an der Universität Freiburg, der Universität Heidelberg und der Universität Bremen. Danach arbeitete sie in der Erwachsenenbildung und in einer Berufsschule und als Geschäftsführerin des Programmkinos Schauburg Bremen. 
Häufig in Eigenregie und Eigenvertrieb arbeitet sie seit 1990 als freiberufliche Autorenfilmerin.
Nach einer mehrjährigen Mitarbeit bei der Beratungsstelle „Schattenriss – Beratungsstelle gegen sexuelle Gewalt an Mädchen“ in Bremen produzierte Mössner 1991 einen Film über Signale von betroffenen Mädchen. Es folgten Auftragsproduktionen für den NDR und dokumentarisch gedrehte Präsentationsfilme für Bildungsinstitutionen.
Ich bin ein Doktor auf Expedition, ein Film über Eva Reich, Tochter von Wilhelm Reich, wurde 2005 auf dem Kassler Dokumentarfilm- und Videofestival in Kassel gezeigt und vom ZDFdokukanal ausgestrahlt.
Mit Weil’s mir gut tut! zum Thema „Brustkrebs und Bewegung“ entwickelte Mössner 2006 gemeinsam mit von Brustkrebs betroffenen Frauen eine Dokumentation, die kleine Kurzportraits der Frauen enthält.

## Filmografie
- Seelenmord – Abschied vom Mythos Familie, Film über Signale sexuell missbrauchter Mädchen Dokumentarfilmfestival Leipzig 1990, Filmfest Dresden 1991, Bremer Filmschau 1991, Medienbörse Salzburg 1992[1]
- Gekämmt und gestriegelt, Alltag in einem Hundesalon, Dokumentarfilm, NDR
- Marine Ahoi!, Porträt über einen Angestellten der Marine, der Travestiekünstler ist, NDR
- Wunderheilungen zwischen Moor und Meer, NDR[2]
- Hochschule Bremen, für die Expo 2000
- Bremen 2030 – eine Zeitreise
- Ich bin ein Doktor auf Expedition, 2003[3]
- Weil’s mit gut tut, Film über Brustkrebs und Bewegung, 2006